# Június 1.
Június 1. az év 152. (szökőévben 153.) napja a Gergely-naptár szerint. Az évből még 213 nap van hátra.
Névnapok: Tünde + Angéla, Fortunát, Gracián, Graciána, Graciella, Hortenzia, Júnó, Jusztián, Jusztin, Konrád, Kunó, Kurt, Paméla, Pamfil, Pandóra, Paulina, Simeon, Szemirámisz, Torda, Tündér

## Események
- 1307 – Buda városát Károly Róbert magyar király hűségére térítik a király hívei. Vencel magyar király (III. Vencel néven cseh király) híveit elűzik vagy fogságba vetik.
- 1485 – Mátyás király elfoglalja Bécset, és hozzákezd Bécsújhely ostromához.
- 1514 – Dózsa György keresztes seregeinek Pesten hagyott táborát szétverik a nemesi csapatok.
- 1794 – lezajlik a negyedik ushanti tengeri csata, amelyet a britek csak „dicsőséges június 1”-jének neveznek, végeredményben harcászati és hadműveleti patthelyzet alakul ki.
- 1792 – Kentucky 15. államként belép az Egyesült Államokba.
- 1796 – Tennessee 16. államként belép az Egyesült Államokba.
- 1815 – Bonaparte Napóleon hűséget fogad Franciaország alkotmányának.
- 1828 – Brunszvik Teréz grófnő Budán Angyalkert néven megnyitja a Habsburg Birodalom, ill. Magyarország első kisdedóvó intézményét (óvodáját).
- 1855 – William Walker amerikai felfedező meghódítja Nicaraguát és visszaállítja a rabszolgaságot.
- 1910 – Megkezdődik a dualista Magyarország utolsó választása, mely a Függetlenségi Párt bukásával és a Tisza-féle Munkapárt győzelmével végződik.
- 1916 – Véget ér a skagerraki csata (más néven jütlandi ütközet), az első világháború legnagyobb tengeri csatája a dániai Jylland-félsziget mellett, a brit és a német hadiflották között, tulajdonképpen eldöntetlen eredménnyel, közel 10 ezer tengerész áldozattal.
- 1941 – II. világháború: Német csapatok elfoglalják Krétát.
- 1941 – Brit megszálló csapatok vonulnak be Bagdadba, hogy megelőzzék a nácibarát hatalomátvételt.
- 1941 – Munkácson beiktatták hivatali méltóságába Popoff Mihály ortodox érseki helynököt, a magyarországi ortodox magyar és ruszin egyházrészek adminisztrátorát.
- 1951 – A honvédség neve Magyar Néphadseregre változik.[1]
- 1958 – Franciaországban Charles de Gaulle alakít kormányt.
- 1967 – Megjelenik a nyolcadik The Beatles album, a Sgt. Pepper’s Lonely Hearts Club Band.
- 1970 – Elindul a Szojuz–9 űrhajó, amely az addigi leghosszabb idejű repülést hajtja végre.
- 1977 – A lengyel kormány leállítja a helyi beruházásokat.
- 1977 – Magyarországon bevezetik a magánkereskedői igazolványt, amit szakképesítéshez kötnek.
- 1979 – A Sajóbábonyi TNT-robbanás
- 1980 – A CNN (Cable News Network) elkezdi műsorának sugárzását.
- 1991 – A Varsói Szerződés tagállamainak vezetői Prágában aláírják a szervezet megszűnéséről szóló egyezményt.
- 2001 – Mészárlás a katmandui királyi palotában. Meggyilkolják Bírendra nepáli királyt, feleségét és a királyi család több tagját. A hivatalos változat szerint a gyilkosságokat Dipendra trónörökös követte el, aki ezután öngyilkos lett, és június 4-én maga is meghalt.
- 2002 – Olasz zászlóalj részeként kezdi meg működését Boszniában az a 150 fős magyar katonai rendfenntartó alakulat, mely a szolnoki könnyű vegyes ezred katonáiból áll.
- 2018 – A spanyol parlament megvonta a bizalmat Mariano Rajoy kormányától és ezzel egyidejűleg Pedro Sánchezt választotta meg kormányfővé.

## Sportesemények
Formula–1
- 2003 –  monacói nagydíj, Monte Carlo - Győztes: Juan Pablo Montoya  (Williams BMW)

## Születések
- 1531 – Zsámboky János magyar történetíró, orvos, polihisztor, Rudolf magyar király udvari orvosa († 1584)
- 1770 – Friedrich August Schulze német író († 1849)
- 1790 – Ferdinand Raimund osztrák színész, drámaíró, a bécsi Raimund-színház névadója († 1836)
- 1804 – Mihail Ivanovics Glinka orosz zeneszerző († 1857)
- 1815 – I. Ottó görög király († 1867)
- 1826 – Prielle Kornélia magyar színésznő, a Nemzeti Színház örökös tagja († 1906)
- 1834 – Felletár Emil magyar gyógyszerész, vegyész, szerkesztő; a törvényszéki toxikológia elismert művelője († 1917)
- 1875 – Paul Landowski lengyel-francia szobrász († 1961)
- 1883 – Czigány Dezső magyar festő († 1937)
- 1886 – Boross Géza magyar színész, komikus, kabarészínész, kupléénekes († 1955)
- 1907 – Frank Whittle angol mérnök, a RAF tisztje, ő és a német Hans von Ohain egymástól függetlenül találták fel a gázturbinás sugárhajtóművet († 1996)
- 1910 – Hámos György Kossuth-díjas magyar író († 1976)
- 1910 – Kállai Gyula kommunista politikus, a Minisztertanács Elnöke († 1996)
- 1913 – Sőtér István magyar író, irodalomtörténész († 1988)
- 1914 – John Heath brit autóversenyző († 1956)
- 1917 – Bajthay Gabriella magyar színésznő († ?)
- 1926 – Marilyn Monroe (Norma Jeane Baker), amerikai színésznő, énekesnő († 1962)
- 1926 – Gálcsiki János, magyar színész, szinkronszínész († 1984)
- 1927 – Kerényi Lajos magyar piarista szerzetes, római katolikus pap
- 1931 – Keith Campbell ausztrál autóversenyző († 1958)
- 1934 – Pat Boone (er. Charles Eugene Patrick Boone), amerikai énekes
- 1935 – Juhász Árpád magyar geológus
- 1936 – Kézdi-Kovács Zsolt Balázs Béla-díjas (1981) filmrendező, forgatókönyvíró († 2014)
- 1937 – Morgan Freeman Oscar-díjas amerikai színész
- 1940 – René Auberjonois amerikai színész († 2019)
- 1943 – Beer Miklós váci püspök
- 1944 – Moldoványi Ákos magyar újságíró, televíziós műsorvezető
- 1944 – Robert Powell angol filmszínész
- 1947 – Jonathan Pryce walesi születésű angol színész
- 1947 – Benkő Péter kétszeres Jászai Mari-díjas magyar színész, érdemes művész
- 1955 – Tóth József Jászai Mari-díjas magyar színész
- 1959 – Martin Brundle brit autóversenyző
- 1960 – Vlagyimir Jevgenyjevics Krutov kétszeres olimpiai bajnok szovjet-orosz jégkorongozó († 2012)
- 1968 – Jason Donovan ausztrál énekes, színész
- 1971 – Gilád Zuckermann nyelvész
- 1974
  - Botos Éva magyar színésznő
  - Alanis Morissette kanadai-amerikai énekes
- 1976 – Marlon Devonish angol atléta
- 1977 – Marius Radu román labdarúgó
- 1977 – Némedi Norbert magyar labdarúgó, jelenleg a Kecskeméti TE játékosa, középpályás
- 1980 – Oliver James angol színész, énekes
- 1982 – Justine Henin belga teniszezőnő
- 1983 – Daniel Popescu román tornász
- 1984 – Taylor Handley amerikai színész
- 1984 – Sharntelle McLean trinidadi úszónő
- 1988 – Javier Hernández Balcázar mexikói labdarúgó
- 1988 – Alison Silva brazil labdarúgó, a Fehérvár FC játékosa[2]
- 1989 – Faggyas Milán magyar labdarúgó
- 1996 – Tom Holland angol színész és táncos
- 2005 – Pogány Induló Fonogram-díjas magyar rapper

## Halálozások
- 1434 – II. Ulászló lengyel király Litvánia nagyhercege, I. Ulászló magyar király apja, Cillei Anna férje (* 1351)
- 1822 – René Just Haüy francia mineralógus, a geometriai kristálytan megalapítója (* 1743)
- 1832 – Haberle Károly Konstantin Keresztély botanikus, egyetemi tanár (* 1764)
- 1841 – Nicolas Appert francia cukrász, a konzerv feltalálója (* 1749)
- 1841 – David Wilkie, skót festő (* 1785)
- 1846 – XVI. Gergely pápa (* 1765)
- 1858 – Balassa Pál evangélikus lelkész (* 1812)
- 1867 – Karl Georg Christian von Staudt német matematikus (* 1891)
- 1868 – James Buchanan az Amerikai Egyesült Államok 15. elnöke, hivatalban 1857–1861-ig (* 1791)
- 1876 – Hriszto Botev bolgár költő, újságíró, forradalmár, a „bolgárok Petőfije”. (* 1848)
- 1877 – Edvi Illés László magyar orvos, író (* 1813)
- 1879 – Napóleon Lajos francia császári herceg, III. Napóleon császár fia (* 1856)
- 1911 – Kalecsinszky Sándor kémikus, geokémikus, az MTA tagja (* 1857)
- 1914 – Feszty Árpád magyar festőművész (* 1856)
- 1938 – Ödön von Horváth (Edmund Josef von Horváth), osztrák drámaíró, elbeszélő (* 1901)
- 1942 – Vladislav Vančura a 20. század egyik kiemelkedő cseh írója, filmrendező, forgatókönyvíró (* 1891)
- 1943 – Leslie Howard angol színész („Elfújta a szél”) (* 1893)
- 1943 – Bárczy István Budapest polgármestere, majd egy rövid ideig főpolgármestere (* 1866)
- 1946 – Ion Antonescu román katonatiszt, diktátor (kivégezték) (* 1882)
- 1954 – Martin Andersen Nexø dán író, aki elsőként írt a munkásosztályról (* 1869)
- 1955 – Mike Burch amerikai autóversenyző (* 1912)
- 1968 – Helen Keller amerikai író, aktivista és előadó. Ő volt az első siket és vak diák, aki főiskolai diplomát szerzett (* 1880)
- 1977 – Básti Lajos Kossuth-díjas magyar színész, érdemes és kiváló művész (* 1911)
- 1979 – Werner Forßmann Nobel-díjas német orvos, sebész és urológus, a szívkatéterezés egyik kidolgozója (* 1904)
- 1983 – Károly belga herceg, I. Albert király fia, 1944–1950 között Belgium régense (* 1903)
- 1983 – Anna Seghers német írónő (* 1900)
- 1996 – Kovács István atomfizikus, az MTA tagja, a molekulaspektroszkópia kiemelkedő tudósa (* 1913)
- 2001 – Bírendra nepáli király a Sah-dinasztia tagja (* 1945)
- 2006 – Mucsi Sándor magyar színművész (* 1926)
- 2020 – Heim András erdélyi képzőművész (* 1946)
- 2022 – Szőke István magyar labdarúgó, csatár (* 1947)
- 2022 – Berkes Péter magyar író, forgatókönyvíró (* 1931)
- 2024 – Philippe Leroy francia filmszínész (* 1930)

## Nemzeti ünnepek, emléknapok, világnapok
- Mongólia: Anyák és gyermekek napja